# Delta County (Michigan)
Delta County ist ein County im Bundesstaat Michigan der Vereinigten Staaten. Der Verwaltungssitz (County Seat) ist Escanaba. Das U.S. Census Bureau hat bei der Volkszählung 2020 eine Einwohnerzahl von 36.903 ermittelt.

## Geographie
Das County liegt südlich des geographischen Zentrums der Oberen Halbinsel von Michigan, grenzt im Süden und Südosten an den Michigansee, einem der 5 großen Seen, und hat eine Fläche von 5158 Quadratkilometern, wovon 2128 Quadratkilometer Wasserfläche sind. Es grenzt im Uhrzeigersinn an folgende Countys: Menominee County, Marquette County, Alger County, Schoolcraft County sowie auf dem Michigansee an das Leelanau County.

## Geschichte
Delta County wurde 1843 aus Teilen des Mackinac County und freiem Territorium gebildet. Benannt wurde es nach dem griechischen Buchstaben Delta, da die ehemaligen Countygrenzen wie ein Dreieck aussahen.
20 Bauwerke und Stätten des Countys sind im National Register of Historic Places eingetragen (Stand 23. November 2017).

## Demografische Daten

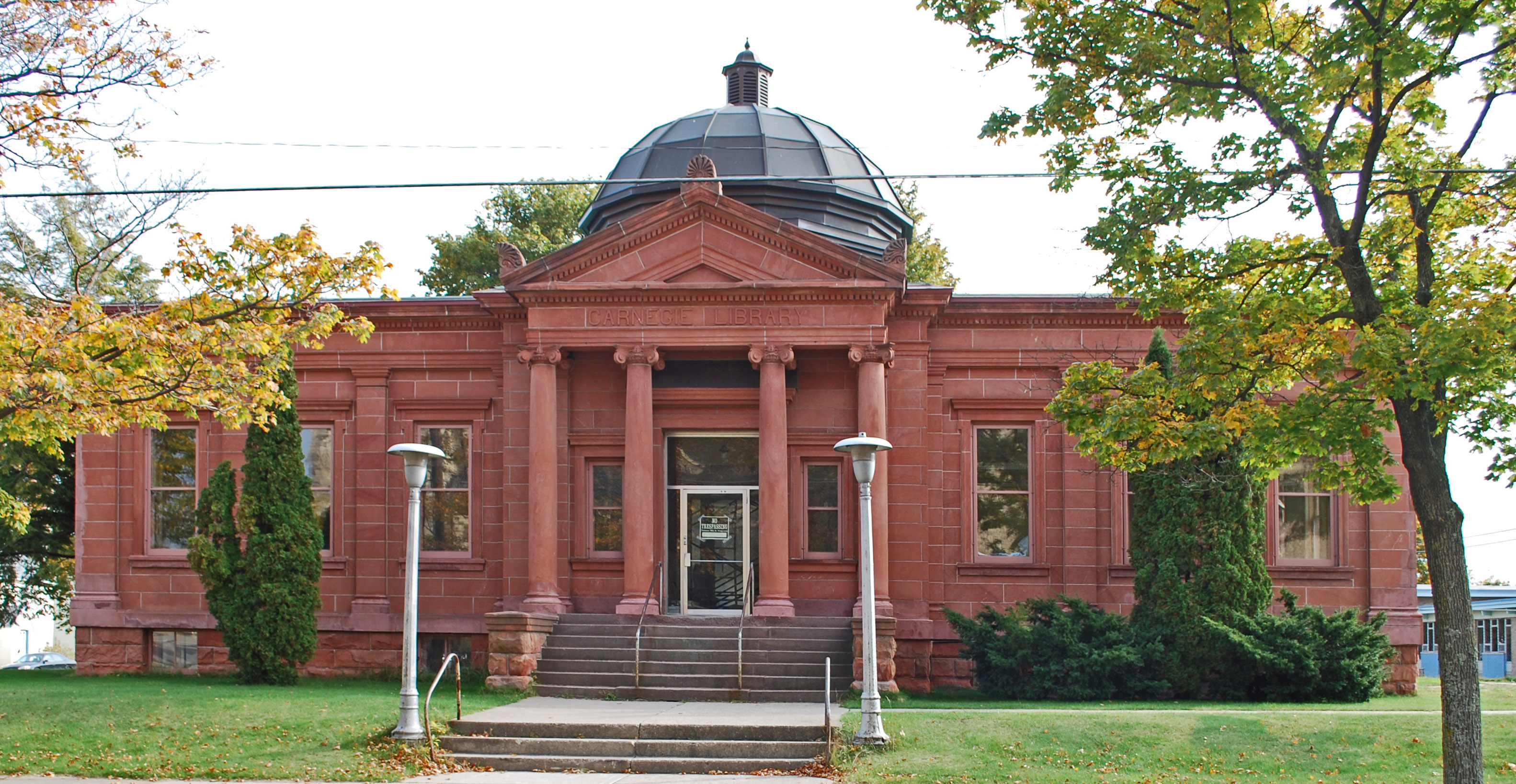
Escanaba Carnegie Library, gelistet im NRHP

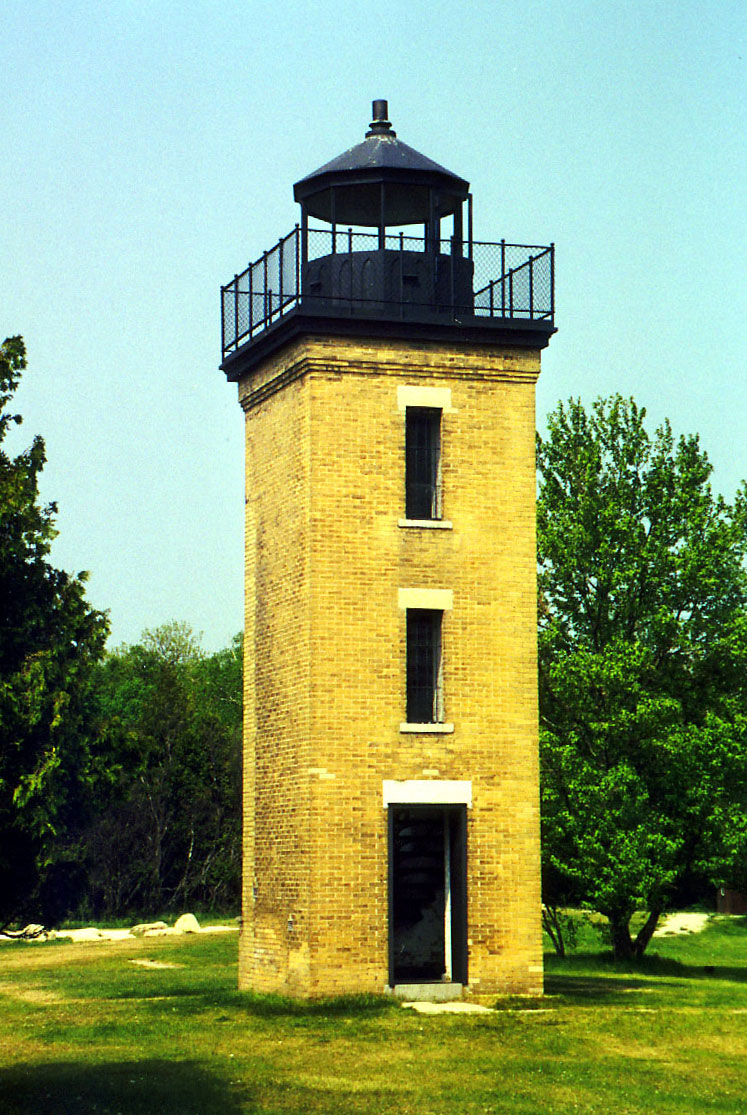
Peninsula Point Light, gelistet im NRHP

Nach der Volkszählung im Jahr 2000 lebten im Delta County 38.520 Menschen in 15.836 Haushalten und 10.689 Familien. Die Bevölkerungsdichte betrug 13 Einwohner pro Quadratkilometer. Ethnisch betrachtet setzte sich die Bevölkerung zusammen aus 95,83 Prozent Weißen, 0,09 Prozent Afroamerikanern, 2,21 Prozent amerikanischen Ureinwohnern, 0,31 Prozent Asiaten, 0,03 Prozent Bewohnern aus dem pazifischen Inselraum und 0,14 Prozent aus anderen ethnischen Gruppen; 1,39 Prozent stammten von zwei oder mehr Ethnien ab. 0,49 Prozent der Bevölkerung waren spanischer oder lateinamerikanischer Abstammung.
Von den 15.836 Haushalten hatten 29,7 Prozent Kinder unter 18 Jahren, die bei ihnen lebten. 55,8 Prozent waren verheiratete, zusammenlebende Paare, 8,3 Prozent waren allein erziehende Mütter und 32,5 Prozent waren keine Familien. 28,0 Prozent waren Singlehaushalte und in 13,0 Prozent lebten Menschen im Alter von 65 Jahren oder darüber. Die Durchschnittshaushaltsgröße betrug 2,40 und die durchschnittliche Familiengröße lag bei 2,93 Personen.
23,8 Prozent der Bevölkerung waren unter 18 Jahre alt. 7,9 Prozent zwischen 18 und 24 Jahre, 26,0 Prozent zwischen 25 und 44 Jahre, 25,4 Prozent zwischen 45 und 64 Jahre und 17,0 Prozent waren 65 Jahre oder älter. Das Durchschnittsalter betrug 40 Jahre. Auf 100 weibliche Personen kamen 96,6 männliche Personen. Auf 100 Frauen im Alter von 18 Jahren und darüber kamen statistisch 93,6 Männer.
Das jährliche Durchschnittseinkommen eines Haushalts betrug 35.511 USD, das Durchschnittseinkommen einer Familie 45.079 USD. Männer hatten ein Durchschnittseinkommen von 37.057 USD, Frauen 22.368 USD. Das Prokopfeinkommen betrug 18.667 USD. 7,0 Prozent der Familien und 9,5 Prozent der Bevölkerung lebten unterhalb der Armutsgrenze.

## Orte im County
- Alton
- Bark River
- Beaver
- Brampton
- Campbell
- Chaison
- Chandler
- Cornell
- Ensign
- Escanaba
- Fairport
- Fayette
- Flat Rock
- Ford River
- Garden
- Garden Corners
- Garth
- Gladstone
- Groos
- Hendricks
- Isabella
- Island View
- Kingsley
- Kipling
- Lambert
- Larch
- Lathrop
- Maplewood
- Masonville
- Maywood
- Nahma
- Nahma Junction
- Narenta
- Ogontz
- Perkins
- Pine Ridge
- Rapid River
- Riverland
- Rock
- Sac Bay
- Saint Jacques
- Saint Nicholas
- Salva
- Schaffer
- Stonington
- Tesch
- Trombly
- Wells
- West Gladstone
- Winde
- Woodlawn

Townships
- Baldwin Township
- Bark River Township
- Bay de Noc Township
- Brampton Township
- Cornell Township
- Ensign Township
- Escanaba Township
- Fairbanks Township
- Ford River Township
- Garden Township
- Maple Ridge Township
- Masonville Township
- Nahma Township
- Wells Township